# Jan Van Cauwelaert
Jan Van Cauwelaert CICM (* 12. April 1914 in Antwerpen, Belgien; † 18. August 2016 in Jette) war ein belgischer Geistlicher und römisch-katholischer Bischof des Bistums Inongo im Kongo.

## Leben
Jan Van Cauwelaert, Sohn des Psychologieprofessors, Oberbürgermeisters von Antwerpen und belgischen Staatsministers Frans Van Cauwelaert, trat der Ordensgemeinschaft der Kongregation vom Unbefleckten Herzen Mariens (Scheut-Missionare) bei und empfing am 6. August 1939 die Priesterweihe. Anschließend entsandte sein Orden ihn in die Mission in der Kolonie Belgisch-Kongo.
Am 6. Januar 1954 wurde er von Papst Pius XII. zum Titularbischof von Metropolis in Asia ernannt und zum Apostolischen Vikar des neu gegründeten Vikariats Inongo, einem Suffragan des Erzbistums Kinshasa im damaligen Belgisch-Kongo, bestellt. Die Bischofsweihe spendete ihm Jozef-Ernest Kardinal Van Roey, Erzbischof von Mecheln, am 25. März desselben Jahres; Mitkonsekratoren waren Louis Morel CICM, Erzbischof von Suiyüan (heute Hohhot) in China, und Paul Constant Schoenmaekers, Weihbischof in Mecheln.
Nach der Erhebung des Apostolischen Vikariates zum Bistum am 10. November 1959 wurde er von Papst Johannes XXIII. zu dessen Bischof ernannt. Er war als Vertreter Afrikas Teilnehmer aller vier Sitzungsperioden des Zweiten Vatikanischen Konzils und gehörte der Konzilskommission für die Verwaltung der Sakramente an. Zudem war er Mitglied der Kongregation für die Sakramentenordnung.
Mit dem Rücktritt vom Amt wurde Jan Van Cauwelaert am 12. Juni 1967 von Paul VI. zum Titularbischof von Uccula ernannt. Anschließend war er Rektor an der Ordenshochschule der Kongregation vom Unbefleckten Herzen Mariens in Rom. Er war unter anderem Vize-Präsident von Pax Christi. Wegen der geänderten Vergaberichtlinien verzichtete er zum 12. Oktober 1976 auf seinen Titularsitz.
Seit dem Tod des slowakischen Bischofs Ján Chryzostom Korec am 24. Oktober 2015 war Van Cauwelaert der nach Ordinationsdatum dienstälteste römisch-katholische Bischof der Welt.

## Schriften
- Laurent Monsengwo Pasinya, Basile Mpoto: Mgr Jan Van Cauwelaert. Pasteur et visionnaire. Centre d’études politiques, économiques et sociales (CEPESS), Brüssel 1999.